# Bakravalli, Belur
Bakravalli là một làng thuộc tehsil Belur, huyện Hassan, bang Karnataka, Ấn Độ.